# Paul Williams (rugbista)
Paul Bryan Williams (Auckland, 22 de abril de 1983) es un jugador samoano de rugby nacido en Nueva Zelanda, que se desempeña como centro.

## Selección nacional
Fue convocado a Manu Samoa por primera vez en junio de 2010 para enfrentar a los Ikale Tahi y disputó su último partido en noviembre de 2016 ante Les Bleus. Hasta el momento lleva 19 partidos jugados y 72 puntos marcados.

### Participaciones en Copas del Mundo
Disputó la Copa Mundial de Rugby de Nueva Zelanda 2011 donde Manu Samoa resultaron eliminados en la fase de grupos tras caer derrotados frente a los Dragones rojos y ante los Springboks.
| Mundial                       | Sede          | Resultado    | PJ | Tries |
| ----------------------------- | ------------- | ------------ | -- | ----- |
| Copa Mundial de Rugby de 2011 | Nueva Zelanda | Primera fase | 4  | 1     |

## Palmarés
- Campeón de la Pacific Nations Cup de 2012.
- Campeón de la Copa Desafío de 2016–17.
- Campeón del Top 14 de 2014–15.